# 카바스

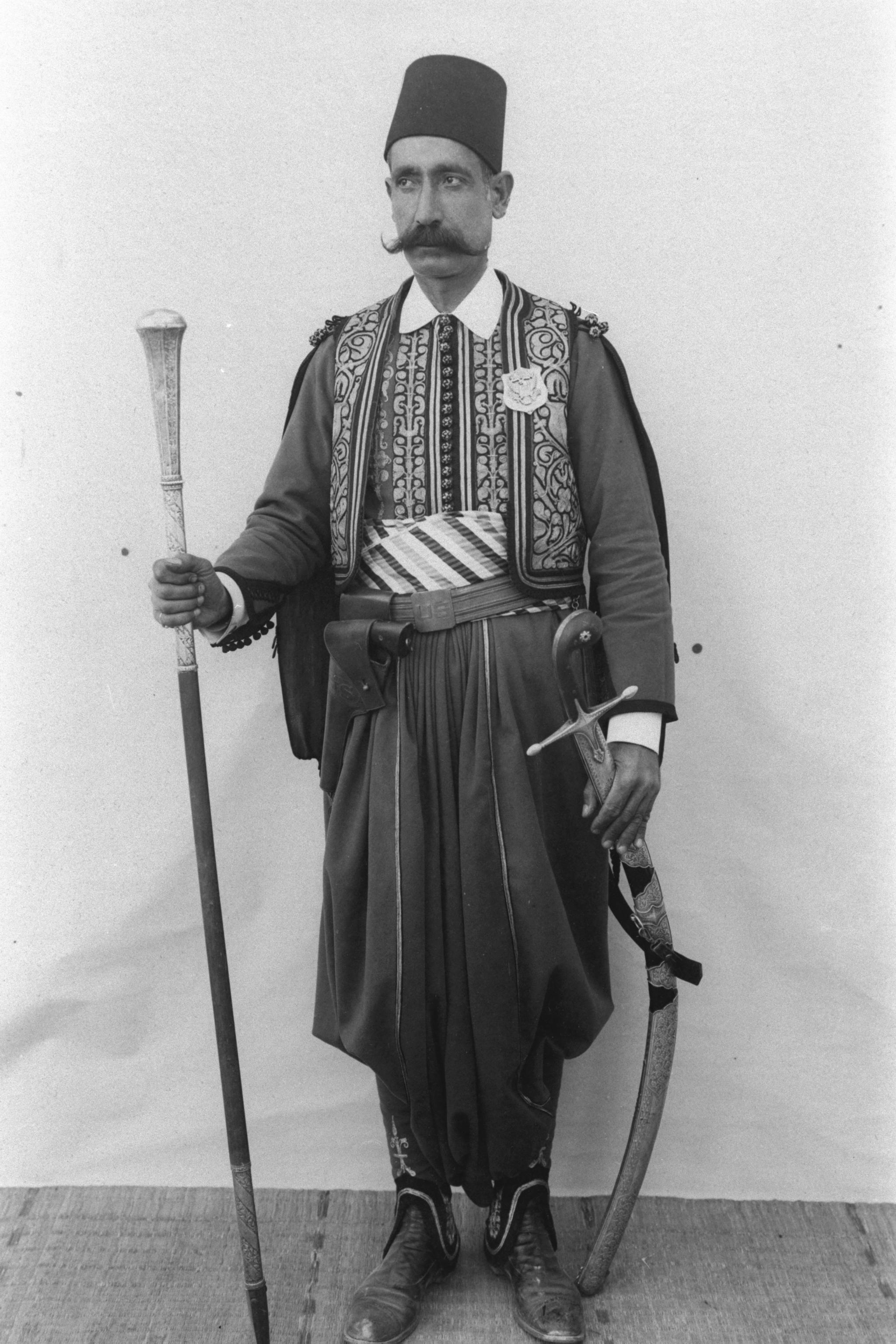

카바스(Kavass)는 터키의 무장 경찰관을 말한다.